# Позен (провинция)
По́зен (на немски: Posen), също понякога По́знан е провинция на Прусия (от 1871 г. – част от Германската империя). Съществува от 1815 до 1920 г. До 1848 г. се ползва с голяма автономия като Велико херцогство Познан. През 1919 г. по-голямата част от провинция Позен и половината от провинция Западна Прусия са прехвърлени на Полша съгласно условията на Версайския договор . От останките на двете провинции през 1922 г. е образувана новата провинция Позен-Западна Прусия.
В Прусия след 1848 г. това е единствената провинция, в която германците са малцинство (около 37% от населението), около 61% са поляци, около 2% са предимно евреи. Процентът на германците се увеличава до средата на XIX век, но отново намалява към края на века поради по-ниската раждаемост и миграционните потоци.

## История

### Образуване на провинцията
Територията на Велика Полша преди това е принадлежала на Прусия в резултат на трите подялби на Полско-литовската държава. През 1793–1807 г. тук съществуват пруските провинции Южна Прусия и Нова Източна Прусия. През 1807 г., съгласно условията на Тилзитския мир, сложил край на руско-пруско-френската война, на територията на провинция Южна Прусия е провъзгласено Варшавското херцогство, заедно с част от провинция Нова Източна Прусия, и то бива прехвърлено в състава на Кралство Саксония. През 1809 г. територията на Варшавското херцогство се увеличава значително след победата във война с Австрия.
В резултат на Наполеоновите войни Саксония, която воюва на страната на Франция, претърпява поражение и вследствие на това губи значителна част от своите владения. Въпреки това, Виенският конгрес, проведен през 1815 г., запазва суверенитета на Саксонското кралство. В същото време Прусия получава обратно част от териториите на Велика Полша, които преди са ѝ принадлежали, както и част от саксонските земи. В придобитите територии са създадени провинциите Саксония и Позен. Последната, под формата на Велико херцогство Познан, получава правото на широка автономия.
В рамките на провинция Позен са създадени два административни окръга:
1. Административен окръг Бромберг, център – град Бромберг
2. Административен окръг Позен, център – град Позен

### Германизация и премахване на автономията
След Полското въстание от 1830 г. в Руската империя, Прусия, страхувайки се от полския сепаратизъм и възможни и тук въстания, започва да провежда политика на германизация на поляците в региона, като постепенно измества полския език от образователната система и държавното деловодство. Това обаче само засилва националната съпротива на поляците.
През 1848 г., по време на Германската революция, в провинцията се провеждат масови въстания на поляци, които са жестоко потушени. След потушаването на въоръжените въстания, Прусия напълно премахна автономията на провинция Позен и преструктурира управлението на региона според стандартния принцип, характерен за всички останали провинции. Западните и северните немскоезични области на провинцията са включени в Германския съюз. До 1851 г. цялата територия на провинцията постепенно бива включена в Германския съюз.
 След обединението на Германия през 1871 г. и създаването на Германската империя, полското население на Прусия става национално малцинство в рамките на германската национална държава. Продължаващата последователна политика на германизация води до нови протести на полскоезичното население. През 1906–1907 г. в провинцията се провеждат масови стачки в училищата.

### Ваймарска република
След Първата световна война отношенията се обтягат. Поляците започват да настояват за прехвърляне на територията на провинцията към възстановената полска държава. След Великополското въстание от 1918 г., съгласно условията на Версайския договор, основната територия на провинциите Позен и Западна Прусия е прехвърлена на Полша през януари 1920 г. В рамките на Ваймарската република (името на Германия след разпада на Германската империя) остава само малка гранична ивица, в която преобладава немското население. В същото време редица райони с преобладаващо немско население (Бромберг, Лиса и др.) също отиват към Полша под натиска на Антантата.
През 1922 г. останките от двете провинции са обединени в новата провинция Позен-Западна Прусия, която обаче съществува само до 1938 г., когато е премахната по време на нацистките административни реформи и разделена между съседни провинции.

### Нацистка Германия
През 1939 г., след нахлуването в Полша от страна на Нацистка Германия, територията на бившата провинция Позен отново е анексирана от Германия. Провинцията обаче не е възстановена. Тук, както и в други анексирани съседни полски територии, е създаден Райхсгау Позен (имперски окръг Позен), който през 1940 г. е преименуван на Вартеланд, със столица в град Позен. По същото време районът около Бромберг е включен в друг създаден райхсгау – Данциг-Западна Прусия. Така тази някога пруска територия е присъединена директно към Третия Райх като специална административна единица – райхсгау, а не като част от Прусия. В този си вид тези територии остават част от нацистка Германия до края на Втората световна война.

### Следвоенно развитие
През 1945 г. тези земи отново попадат изцяло под полски контрол и цялото немско население, намиращо се там, е прогонено. След последната административна реформа, извършена през 1999 г. в Полша, територията на бившата провинция Позен е почти идентична с територията на днешното Великополско войводство. Няколко района също принадлежат днес към Куявско-Поморското и Любушкото войводства.

## Население
Според преброяването от 1895 г. провинцията има население от 1 828 195 души. По-голямата част от населението са католици (повече от 60 %), около една четвърт са протестанти, а има и представители на други християнски деноминации и евреи. Евангелското изповедание преобладава главно в северните и западните погранични райони. През 1890 г. в провинцията живеят 697 265 германци и 1 047 409 поляци. В същото време големите градове имат предимно немско население. За да се увеличи германското културно влияние, в региона се провежда колонизационна политика, която се състои в целенасочено държавно изкупуване на имоти от полски собственици с цел последващата им препродажба на немски колонисти.
Територия и население на провинция Позен през 1900 г.:
| Административен окръг | Площ, km² | Население, души | Количество райони | Количество райони |
| Административен окръг | Площ, km² | Население, души | селски            | градски           |
| --------------------- | --------- | --------------- | ----------------- | ----------------- |
| Окръг Бромберг        | 11 451,81 | 689.023         | 13                | 1                 |
| Окръг Позен           | 17 518,60 | 1.198.252       | 27                | 1                 |
| Провинцията общо      | 28 970,41 | 1.887.275       | 40                | 2                 |

Територия и население на провинция Позен през 1910 г.:
| Административен окръг | Площ, km² | Население, души | Количество райони | Количество райони |
| Административен окръг | Площ, km² | Население, души | селски            | градски           |
| --------------------- | --------- | --------------- | ----------------- | ----------------- |
| Окръг Бромберг        | 11 461,52 | 763.947         | 13                | 1                 |
| Окръг Позен           | 17.530.00 | 1.335.884       | 27                | 1                 |
| Провинцията общо      | 28 991,52 | 2,099,831       | 40                | 2                 |